# Sadler's Wells (cheval)
Pour les articles homonymes, voir Sadler's Wells.
Sadler's Wells, né le 11 avril 1981 et mort le 26 avril 2011 est un cheval de course né aux États-Unis. Champion sur les pistes, il allait devenir surtout un étalon à l'influence exceptionnelle, le meilleur continuateur de son père Northern Dancer.

## Carrière de courses
Élevé aux États-Unis par Robert Sangster à Swettenham Stud, Sadler's Wells est envoyé à l'entraînement en Irlande chez Vincent O'Brien. Il remporte facilement un Groupe 2 (les Beresford Stakes) à deux ans, mais s'affirme surtout au cours de son année classique. Après s'être imposé de justesse dans les 2.000 Guinées Irlandaises, il fait l'impasse sur le Derby d'Epsom et choisit Chantilly où il s'intercale entre Darshaan et Rainbow Quest dans un Prix du Jockey Club resté célèbre pour son trio de futurs grands étalons qui en firent l'arrivée. Il renoue avec la victoire en devançant la championne Time Charter, de justesse encore une fois, dans les Eclipse Stakes, où il est le seul 3 ans à défier ses aînés. Deuxième ensuite par Teenoso dans les King George, il ne peut faire mieux que quatrième dans la Tattersalls Gold Cup, mais conclut son été chargé par une victoire dans les Irish Champion Stakes. Installé parmi les favoris du Prix de l'Arc de Triomphe, il ne s'y montre pas dangereux et termine huitième, loin derrière Sagace. Il se retire de la compétition sur cet échec, mais qu'importe, puisque c'est pour sa deuxième carrière que Sadler's Wells allait entrer dans la légende.

### Résumé de carrière
| Date         | Hippodrome   | Pays        | Course                                  | Statut      | Distance    | Jockey      | Place       | Écart       | Vainqueur ou deuxième |
| 1983, 2 ans  | 1983, 2 ans  | 1983, 2 ans | 1983, 2 ans                             | 1983, 2 ans | 1983, 2 ans | 1983, 2 ans | 1983, 2 ans | 1983, 2 ans | 1983, 2 ans           |
| ------------ | ------------ | ----------- | --------------------------------------- | ----------- | ----------- | ----------- | ----------- | ----------- | --------------------- |
| 17 septembre | Leopardstown | Irlande     | Maiden                                  |             | 1 400 m     | P. Eddery   | 1er / 16    |             | Cyrano                |
| 8 octobre    | Curragh      | Irlande     | Beresford Stakes                        | Gr. 2       | 1 600 m     | P. Eddery   | 1er / 9     | 6           | Cerussite             |
| 1984, 3 ans  |              |             |                                         |             |             |             |             |             |                       |
| 14 avril     | Newmarket    | Royaume-Uni | Gladness Stakes                         |             | 1 400 m     | G. McGrath  | 2e / 9      | 2           | El Gran Señor         |
| 5 mai        | Leopardstown | Irlande     | Derby Trial Stakes                      | Gr. 2       | 2 000 m     | G. McGrath  | 1er / 6     | enc.        | Inflation Beater      |
| 19 mai       | Curragh      | Irlande     | Irish 2000 Guineas                      | Gr. 1       | 1 600 m     | G. McGrath  | 1er / 9     | enc.        | Procida               |
| 3 juin       | Chantilly    | France      | Prix du Jockey Club                     | Gr. 1       | 2 400 m     | P. Eddery   | 2e / 17     | 1 ½         | Darshaan              |
| 7 juin       | Sandown Park | Royaume-Uni | Eclipse Stakes                          | Gr. 1       | 2 000 m     | P. Eddery   | 1er / 9     | enc.        | Time Charter          |
| 28 juillet   | Ascot        | Royaume-Uni | King George VI & Queen Elizabeth II St. | Gr. 1       | 2 400 m     | P. Eddery   | 2e / 13     | 2 ½         | Teenoso               |
| 21 août      | York         | Royaume-Uni | Benson & Hedges Gold Cup                | Gr. 1       | 2 080 m     | P. Eddery   | 4e / 9      | 4 ¾         | Cormorant Wood        |
| 8 septembre  | Leopardstown | Irlande     | Phoenix Champion Stakes                 | Gr. 1       | 2 000 m     | P. Eddery   | 1er / 12    | 3/4         | Seattle Song          |
| 7 octobre    | Longchamp    | France      | Prix de l'Arc de Triomphe               | Gr. 1       | 2 400 m     | P. Eddery   | 8e / 22     | 18          | Sagace                |

## Au haras
Installé au haras irlandais de Coolmore de 1985 à 2008, Sadler's Wells est le meilleur continuateur du chef de race Northern Dancer, le plus grand étalon du siècle. On peut dire qu'il fut le meilleur étalon du monde à partir du milieu des années 80, quand il prit ses fonctions après une syndication sur la base de 32 millions d'euros, et à un tarif d'emblée exorbitant (125 000 Guinées Irlandaises, soit environ 150 000 €). Ces sommes s'expliquent en partie par l'explosion du marché et des prix dans les années 80, ainsi que par ses origines très haut de gamme (cf. ci-dessous). Son hégémonie, que lui contesta le seul Danehill (qui aura eu plus de produits que lui, faisant la monte en Europe et en Australie), dura jusqu'à la fin des années 2000, lorsque son fils Galileo prit le relais et se montra disposé à le surpasser.
Sadler's Wells a produit 323 "stakes winners" (vainqueurs d'une course importante), dont 73 vainqueurs de groupe 1. En Europe, depuis l'instauration du système des courses de groupe en 1971, il a détenu le record du nombre de victoires en groupe 1 via sa descendance  : 104, avant que Galileo lui ravisse ce record. Celle-ci s'est adjugé 30 classiques en Angleterre et en Irlande, et plus de 300 courses de groupe en Europe. Ses produits atteignent des sommets lors des ventes, ainsi, en octobre 2007, un yearling a battu le record du monde pour une femelle lors d'une vente public, faisant afficher la somme de 2,5 millions de Guinées (soit environ 3,7 millions d'euros). Le mois suivant, sa fille Playful Act devenait la poulinière la plus chère du monde, le Cheikh Mohammed Al Maktoum l'acquérant pour 10,5 millions de dollars. Le prix d'une saillie de Sadler's Wells atteint des sommes astronomiques et n'était plus rendu public depuis plusieurs années - il se négociait au bas mot à partir de 300 000 €, à raison de 200 juments saillies par an, au plus fort de sa production.
Avec plus de 100 de ses fils agréés étalons, sa descendance est largement assurée, d'autant que nombre d'entre eux s'avèrent eux-mêmes d'excellents reproducteurs, à l'image des grands étalons Galileo et Montjeu, mais aussi de In The Wings, High Chaparral ou El Prado. Il est aussi un fantastique père de mères, ses filles ayant donné les champions Enable, Divine Proportions, Sakhee, Workforce, Flintshire, Conduit, le Japonais El Condor Pasa et bien d'autres. 
Sadler's Wells est retiré de la monte en mai 2008, en raison de son âge et de problèmes de fertilité. Il meurt le 26 avril 2011.
- Classements  : 
  - Tête de liste des étalons en Angleterre et en Irlande  : 14 fois (1990, 1992-2004)
  - tête de liste des étalons en France  : 3 fois (1993-1994, 1999)
  - Tête de liste des pères de mères en Angleterre et en Irlande  : 7 fois (2005-2011)
  - Tête de liste des pères de mères en Amérique du Nord  : 3 fois (2008-2010)

### Meilleurs produits

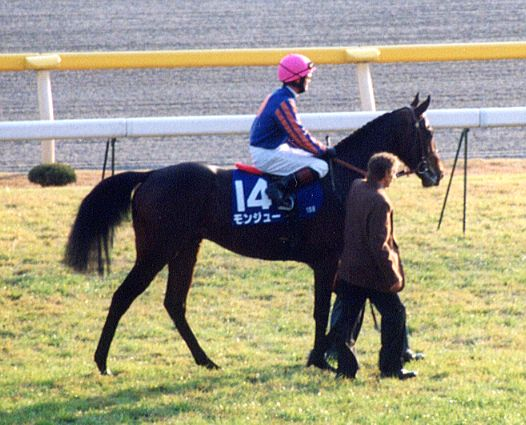
Montjeu

Parmi ses meilleurs produits, citons (avec entre parenthèses le nom du père de mère) :
- Montjeu (Top Ville) : Prix du Jockey Club, Derby d'Irlande, Prix de l'Arc de Triomphe, Grand Prix de Saint-Cloud, King George VI and Queen Elizabeth Diamond Stakes. Meilleur 3 ans européen (1999)
- Galileo (Miswaki) : Derby d'Epsom, Derby d'Irlande, King George VI and Queen Elizabeth Diamond Stakes. Meilleur 3 ans européen (2001)
- Yeats (Top Ville) : Ascot Gold Cup x4, Coronation Cup, Prix Royal Oak, Irish St Leger. Stayer de l'année en Europe (2006, 2007, 2008, 2009)
- Barathea (Habitat) : 2.000 Guinées Irlandaises, Breeders' Cup Mile. Cheval de l'année en Europe (1994)
- Dream Well (Alleged) : Prix du Jockey Club, Derby d'Irlande. Cheval de l'année en Europe (1998)
- Opera House (High Top) : Coronation Cup, Eclipse, King George VI and Queen Elizabeth Diamond Stakes. Cheval d'âge de l'année en Europe (1993)
- King's Theatre (Princely Native) : King George VI and Queen Elizabeth Diamond Stakes. Meilleur 3 ans européen (1994)
- Intrepidity (Bold Ruler) : Prix Saint-Alary, Oaks d'Epsom, Prix Vermeille. Meilleur 3 ans européenne (1993)
- Kayf Tara (High Top) : Ascot Gold Cup (x2), St. Leger irlandais (x2). Stayer de l'année en Europe (1998, 1999, 2000)
- High Chaparral (Darshaan) : Derby d'Epsom, Derby d'Irlande, Irish Champion Stakes, Breeders' Cup Turf (×2). Cheval d'âge de l'année sur le gazon aux États-Unis (2002, 2003)
- Salsabil (Artaius) : 1000 guinées, Oaks d'Epsom, Derby d'Irlande, Prix Vermeille.
- Carnegie (Riverman) : Prix de l'Arc de Triomphe, Grand Prix de Saint-Cloud.
- In The Wings (Shirley Heights)  : Coronation Cup, Grand Prix de Saint-Cloud, Breeders' Cup Turf.
- Old Vic (Derring-Do) : Prix du Jockey Club, Derby d'Irlande
- Refuse to Bend (Gulch) : 2000 guinées, Queen Anne, Eclipse Stakes, National Stakes
- Alexandrova (Shirley Heights) : Oaks d'Epsom, Oaks d'Irlande, Yorkshire Oaks
- Islington (Darshaan) : Yorkshire Oaks (×2), Nassau Stakes, Breeders' Cup Filly & Mare Turf
- Imagine (Master Derby) : 1.000 Guinées Irlandaises, Oaks d'Epsom
- Beat Hollow (Dancing Brave) : Grand Prix de Paris, Arlington Million
- Gossamer (Habitat) : 1.000 Guinées Irlandaises, Fillies' Mile
- Ebadiyla (Darshaan) : Oaks d'Irlande, Prix Royal Oak
- Powerscourt (Rainbow Quest) : Tattersalls Gold Cup, Arlington Million
- Brian Boru (Alleged) : Racing Post Trophy, St. Leger Stakes
- Ask (Rainbow Quest) : Coronation Cup, Prix Royal-Oak
- Entrepreneur (Exclusive Native) : 2000 guinées
- Moonshell (Kris) : Oaks d'Epsom
- King of Kings (Habitat) : 2000 guinées Stakes
- Milan (Darshaan) : St. Leger
- Black Sam Bellamy (Miswaki) : Tattersalls Gold Cup
- Yesterday (Darshaan) : 1.000 Guinées Irlandaises
- Doyen (Kris) : King George VI and Queen Elizabeth Diamond Stakes
- Northern Spur (Rheingold) : Breeders' Cup Turf
- Quiff (Selkirk) : Yorkshire Oaks
- Playful Act (Silver Hawk) : Fillies' Mile
- Listen (Irish River) : Fillies Mile

Sadler's Wells est également le père d'Istabraq, considéré comme l'un des plus grands champions de l'histoire des courses d'obstacles. 

## Origines
Le triomphe de Sadler's Wells au haras s'explique en partie par ses origines exceptionnelles. Fils de l'étalon du siècle, Northern Dancer, et de Fairy Bridge, il se trouve être le 3/4 frère d'un autre phénomène, Nureyev. La qualité prodigieuse de cette famille ne s'arrête pas là, puisque Fairy Bridge a aussi donné, toujours avec Northern Dancer  : 
- Fairy King, qui s'il n'obtint pas de résultats mémorables sur les pistes, se révéla lui aussi un étalon de tout premier plan, engendrant plus de 15 vainqueurs de groupe 1. Il fut parfois surnommé "le Sadler's Wells du pauvre", mais facturait tout de même ses services à environ 80 000 €.
- Tate Gallery, vainqueur des National Stakes, mais peu en réussite au haras.
- Fairy Gold, 2e des Moyglare Stud Stakes et 3e des Phoenix Stakes.

### Pedigree
| Origines de Sadler's Wells (USA), mâle bai né en 1981 | Origines de Sadler's Wells (USA), mâle bai né en 1981 | Origines de Sadler's Wells (USA), mâle bai né en 1981 | Origines de Sadler's Wells (USA), mâle bai né en 1981 |
| ----------------------------------------------------- | ----------------------------------------------------- | ----------------------------------------------------- | ----------------------------------------------------- |
| Père Northern Dancer                                  | Nearctic                                              | Nearco                                                | Pharos                                                |
| Père Northern Dancer                                  | Nearctic                                              | Nearco                                                | Nogara                                                |
| Père Northern Dancer                                  | Nearctic                                              | Lady Angela                                           | Hyperion                                              |
| Père Northern Dancer                                  | Nearctic                                              | Lady Angela                                           | Sister Sarah                                          |
| Père Northern Dancer                                  | Natalma                                               | Native Dancer                                         | Polynesian                                            |
| Père Northern Dancer                                  | Natalma                                               | Native Dancer                                         | Geisha                                                |
| Père Northern Dancer                                  | Natalma                                               | Almahmoud                                             | Mahmoud                                               |
| Père Northern Dancer                                  | Natalma                                               | Almahmoud                                             | Arbitrator                                            |
| Mère Fairy Bridge                                     | Bold Reason                                           | Hail to Reason                                        | Turn-To                                               |
| Mère Fairy Bridge                                     | Bold Reason                                           | Hail to Reason                                        | Nothirdchance                                         |
| Mère Fairy Bridge                                     | Bold Reason                                           | Lalun                                                 | Djeddah                                               |
| Mère Fairy Bridge                                     | Bold Reason                                           | Lalun                                                 | Be Faithful                                           |
| Mère Fairy Bridge                                     | Special                                               | Forli                                                 | Aristophanes                                          |
| Mère Fairy Bridge                                     | Special                                               | Forli                                                 | Trevisa                                               |
| Mère Fairy Bridge                                     | Special                                               | Thong                                                 | Nantallah                                             |
| Mère Fairy Bridge                                     | Special                                               | Thong                                                 | Rough Shod (famille 5-h)                              |